# Ceddo (film)
Pour les articles homonymes, voir Ceddo.
Pour plus de détails, voir Fiche technique et Distribution.
Ceddo est un film franco-sénégalais écrit et réalisé par Ousmane Sembène, sorti en 1977.
Ceddo est un film clé dans l'œuvre du cinéaste Ousmane Sembène. Ce film en costume raconte un épisode important de l'histoire de l'Afrique de l'Ouest. Il signe le refus d'un cinéma de la misère. C'est un film politique qui montre la résistance populaire face à l'oppression religieuse. Le film a été censuré au Sénégal en 1979 par le président Léopold Sédar Senghor, sous prétexte que "Ceddo" ne prend qu'un seul "d", la censure prend fin en 1984, sous la présidence d’Abdou Diouf.

## Synopsis
À la fin du XVIIe siècle, l'islam et le christianisme pénètrent en Afrique, le commerce des esclaves fait des ravages. Tous les moyens sont bons pour remplir les églises et les mosquées. Les Ceddo tentent de préserver la culture traditionnelle africaine contre les assauts de l'Islam. Quand le roi Demba part faire la guerre avec les musulmans, un Ceddo kidnappe sa fille, la princesse Dior Yacine, pour protester contre la conversion forcée à l'islam. En essayant de la délivrer, les héritiers du trône sont tués, le roi est assassiné, mais finalement les ravisseurs sont vaincus et tous les villageois convertis de force.

## Fiche technique
- Titre : Ceddo
- Réalisation : Ousmane Sembène
- Scénario : Ousmane Sembène
- Photographie : Georges Caristan
- Son : El Hadj M’Bow
- Montage : Florence Eymon
- Musique : Manu Dibango
- Pays d'origine :  Sénégal /  France
- Production :
- Langue : français et wolof
- Format : couleur - Mono - 35 mm
- Durée : 120 minutes
- Date de sortie : 1977

## Distribution
- Tabata Ndiaye : Princesse Dior
- Moustapha Yade : Madir Fatim Fall
- Ismaila Diagne : le ravisseur
- Makhourédia Guéye : le roi
- Omar Gueye : Jaraaf
- Mamadou Dioumé : Prince Biram
- Nar Modou : Saxewar
- Ousmane Camara : Diogomay
- Ousmane Sembène : un Ceddo nommé Ibrahima